# Dipseudopsis discalis
Dipseudopsis discalis är en nattsländeart som beskrevs av Navás 1934. Dipseudopsis discalis ingår i släktet Dipseudopsis och familjen Dipseudopsidae. Inga underarter finns listade i Catalogue of Life.